# Nymphon longispinum
Nymphon longispinum är en havsspindelart som beskrevs av Nakamura, K. och C.A. Child 1991. Nymphon longispinum ingår i släktet Nymphon och familjen Nymphonidae. Inga underarter finns listade i Catalogue of Life.